# Christian Matras

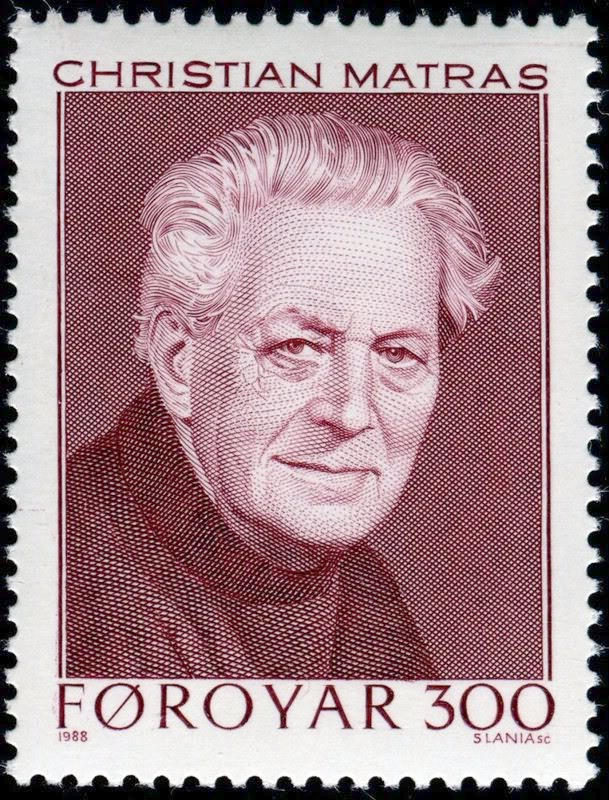
Christian Matras på ett färöiskt frimärke från 1988.

Christian Matras, född 7 december 1900 i Viðareiði, död 16 oktober 1988 i Torshamn, var en färöisk språkvetare och diktare.

## Biografi
Matras föddes i Viðareiði och gick i skolan i huvudstaden Tórshavn. Han tog sig till skolan med sina ålderskamrater William Heinesen och Jørgen-Frantz Jacobsen som även de räknas till Färöarnas största författare. Han läste nordistik vid Köpenhamns universitet och blev doktor år 1933. Från år 1952 var han även professor i Köpenhamn och kom tillbaka till Färöarna 1965. När han återvände till Färöarna blev han rektor för den färöiska fakulteten vid Färöarnas universitet.
Hans största verk omfattar färöisk litteratur-, språk-, och kulturforskning men han var även en av landets främsta diktare, mest känd för sin naturlyrik.

## Verk
Fundvíst er skald 
sum finnur fram á orð 
ið eiga aldur 
og fagran ungdóm
(Úr sjón og úr minni, 1978)
Dessa stora ord från Christian Matras kan ses med helt andra ögon när man betraktar han första stora verk: Føroysk-donsk orðabók (Färöisk-danska ordboken) som han skrev tillsammans med M. A. Jacobsen år 1928 och 1961. Denna ordbok var den första färöiska ordboken som utkom. Namnen Matras och Jacobsen har varit en synonym för detta verk och är den enda boken i sitt slag (förutom den färöiska-engelska).
Viktigt för den färöiska språkhistorien var hans utgåvor av Jens Christian Svabos och Johan Henrik Schrøters tidiga verk. De var de första, som över huvud taget skrev på färöiska och var tvungna att uppfinna en färöisk ortografi. Ortografin var mycket mer fonetisk än Venceslaus Ulricus Hammershaimbs senare stavning.
Han översatte även böcker från danska till färöiska.

## Priser och utmärkelser
- Färöarnas litteraturpris 1965
- Färöarnas litteraturpris 1980